# Структура и класификација на површинским коповима лигнита
Савремени површински копови лигнита се по правилу опремају се са машинама великог јединичног капацитета за обављање основног техничког процеса (откопавања, транспорта, одлагања јаловине, дробљења). Коришћењем великих технолошких система континуираног дејства са великим капацитетима, остварује се велика производња, висока продуктивност и максимални економски ефекти. Приликом основног технолошког процеса који се врши на површинским коповима, постоје и бројни помоћни радови. У основној подели, помоћни радови на површинским коповима се класификује у 4 основне групе: претходни радови, пратећи радови, накнадни радови и услужни и остали радови.

## Претходни радови
Ови радови претходе основним радовима тј. обављају се независно од основног технолошког процеса, а задатак им је да обезбеде све неопходне услове за нормалан рад основне механизације. Претходне помоћне радове у основи чине радови на:
- припреми копа за отварање,
- чишћењу површине терена испред откопног фронта копа,
- припреми за процес одводњавања копа и
- бушењу и минирању.

### Припрема копа за отварање
По својој природи ови радови обухватају бројне активности које су неопходне за отварање, као што су израда усека отварања, израда монтажних плацева, изградња инфраструктуре и објеката за смештај радника, монтажа основних машина, израда траса. Усеци отварања служе за увођење основних машина на радни положај у почетној фази експлоатације. Израда усека на коповима лигнита се углавном врши багерима дреглајнима. Димензије усека зависи од више параметара, као што су дужина радног фронта, положаја лежишта и габарита основне механизације.

### Чишћење површине терена испред копа
Површина терена испред откопног фронта мора бити увек одговарајуће припремљена, односно очишћена како би се створили сви нормални услови за рад. Уклањање грађевинских објеката врши се дозерима, крчење шума се врши помоћу стандардног шумарског алата уз помоћ дозера или хидрауличим багерима. У препреке на површинским теренима се уклањају и измештају на другу локацију, ту спадају разни грађевински објекти(куће, путеви, бунари, далеководи и др.), растиње, речни токови. Уклањање грађевинских објеката са терена врши се дозерима, хидрауличним багерима или утоварачима, а одвоз камионима.

### Припрема процеса одводњавања
Један од основних утицајних фактора за успешан рад основне и помоћне механизације је носивост радних планума по којима се ове машине крећу а што је у директној вези са стањем одводњавања. Стање планума није само у функцији количине приспелих вода, већ и у великом степену зависи од квалитета изведених помоћних радова за потребе одводњавања. Помоћни радови су: измештање и регулација водотока, израда водонепропусних екрана, израда усека одводњавања, израда филтерских бунара. 

### Бушење и минирање
Бушење на површинским коповима лигнита врши се за следеће потребе: за израду истражних бушотина, за израду филтерских бунара, за израду минских бушотина и за потребе геофизичких и геомеханичких истраживања.

## Пратећи радови
Пратећи радови на површинским коповима изводе се упоредо са одвијањем основног производног процеса, што посебно намеће потребу да се ови радови изводе брзо и ефикасно како би се максимално смањили застоји у раду основне механизације и обезбедили услови за њен што квалитетнији и безбеднији рад. у ову групу помоћних радова могу се сврстати:
- путно-колосечни радови,
- земљани радови,
- дизалични радови,
- транспортни радови,
- ремонтно - конзервацијски радови и
- чишћења и обезбеђења.

### Путно - колосечни радови
Путно - колосечни радови обухватају све радове на изградњи, стабилизацији и одржавању путне мреже и железничких пруга(ако их има), као и радове на монтажи, демонтажи, померању, регулисању, продужавању и скраћивању транспортера са гуменом траком.

### Земљани радови
Обављају се у свим фазама радова на површинском копу и обухватају: у домену претходних радова, у домену пратећих радова и у домену накнадних радова. Ови радови обухватају: нивелисање етажних равни, израда канала, испуста, прелаза, израда рампи и обликовање косина, растресање.

### Дизалични радови на површинском копу
Сви ови радови се могу поделити: демонтажно - монтажне радове, складишно - магацинске радове и специјалне радове

### Помоћни транспорт на површинским коповима
Под транспортом на површинским коповима обично се подразуме на основне видове транспорта откопаних маса који се углавном врши транспортном траком. Међутим поред тога, јавља се и помоћни види транспорта, који се обавља друмским возилима. 

## Накнадни радови
Накнадни радови следе после завршетка основних рударских радова на одређеном простору и углавном обухватају све радове везане за довођење деградираних површина у првобитно стање. Ту се издвајају радови на рекултивацији деградираних површина.